# Tierras Coloradas de San Pedro
Tierras Coloradas de San Pedro es una localidad del estado mexicano de Michoacán. Es parte del municipio de Hidalgo.

## Toponimia
El nombre «San Pedro» hace referencia al santo patrono de la localidad: Pedro el Apóstol.

## Demografía
| Gráfica de evolución demográfica |
|                                  |

| Censo | Población |
| ----- | --------- |
| 1990  | 952       |
| 2000  | 1139      |
| 2010  | 1120      |
| 2020  | 1161      |